# Adda Daouéni
Adda Daouéni je grad na otoku Anjouan na Komorima. Prema popisu iz 1991. ima 6.171 stanovnika. Prema procjeni iz 2009. ima 10.858 stanovnika. To je 10. grad po veličini na Komorima i 8. na Anojuanu.